# José Ignacio Montoto
José Ignacio Montoto Mariscal, también conocido como Nacho Montoto (Córdoba, 28 de marzo de 1979-Sevilla, 8 de enero de 2017) fue un escritor y poeta español.

## Biografía
Además de poeta, fue promotor y gestor cultural. También fue articulista en el diario Córdoba. En 2016 dirigió el Festival Internacional de poesía Cosmopoética.
Falleció en Sevilla, a los 37 años de edad, víctima de un Infarto agudo de miocardio.

## Obra poética
- La ciudad de los espejos, plaquette, colección Poesía Nueva JRJ de Fondo. (Diputación de Huelva, 2007)
- Las últimas lluvias, plaquette (Versos del sol, 2008).
- Mi memoria es un tobogán/Espacios Insostenibles (Cangrejo Pistolero Ediciones, 2008). ISBN 978-84-936108-6-9.
- Superávit (Cangrejo Pistolero Ediciones, 2010). ISBN 978-84-938086-2-4.
- Tras la luz (La Garúa, 2013). ISBN 978-84-940575-6-4.
- La cuerda rota (Premio Andalucía Joven, 2013. Renacimiento, 2014). ISBN 978-84-8472-854-2
- Estamos todos, aquí no hay nadie (Colección Los cuatro vientos. Renacimiento, 2015). ISBN 978-841624631-1.
- La orquesta revolucionaria (ESPASAesPOESÍA, 2018). ISBN 978-846705150-6.

## Obra narrativa

### Relatos
- Binarios (Sim/libros, 2009) Edición limitada. ISBN 978-84-613-1723-3.
- Diario del fin del mundo (Colección Monosabio. Ayuntamiento de Málaga, 2012). ISBN 978-84-92633-52-4.

### Inclusión en antologías
- Canciones en Braille, de Mercedes Díaz Villarías participando en el proyecto interactivo, electrónico, narrativo y colectivo CEB (Lulú, 2007). ISBN 978-1-4092-13.
- El monte de la novia, de Antonio Rodríguez Jiménez (Almuzara, 2008). ISBN 978-84-96968-75-2.
- Antología de Poetas en Platea (Cangrejo pistolero ediciones, 2008). ISBN 978-84-936108-4-5.
- Antología poética del II Recital Chilango Andaluz, de I. Vergara y J. Villaseñor (Cangrejo pistolero ediciones, 2008). ISBN 978-84-936108-5-2.
- Antología del beso, poesía última española, de Julio César Jiménez (Mitad doble editorial, 2009). ISBN 978-84-613-0665-7.
- Arden versos en el mar de Viana, de Antonio Rodríguez Jiménez (Los Cuadernos de Sandua, 2009). ISBN 978-84-7959-683-5.
- Terreno fértil. Un ámbito poético (Córdoba,1994-2009), de Eduardo Chivite y Antonio Barquero, (Cangrejo pistolero ediciones, 2010). ISBN 978-84-937578-4-7.
- y para qué + POETAS. Herederos y precursores. Poesía andaluza≤ n. 1970, de Raúl Díaz Rosales y Julio César Jiménez (Eppur ediciones, Málaga, 2010). ISBN 978-84-937100-5-7.
- Cangrejos al sol, Antología (Cangrejo Pistolero Ediciones y Ayuntamiento de Sevilla, 2010). ISBN 978-84-9380861-7.
- Puta poesía, de Ferrán Fernández (Luces de Gálibo, 2011). ISBN 978-84-937302-8-4.
- Nocturnos, Antología de los poetas y sus noches (Editorial Origami, 2011). ISBN 978-84-938996-4-6.
- Ida y vuelta, Antología poética sobre el viaje, de Begoña Callejón (Editorial Fin de Viaje, 2011). ISBN 978-84-938680-0-0.
- Poetas del 15 de Mayo (Séneca Editorial, 2011). ISBN 978-84-15128-16-8.
- Universos para Somalia (Quadrivium, 2011). ISBN 978-84-92604-60-9.
- Heterogéneos, poemario colectivo, de David González y Eduardo Boix (Ediciones Escalera, 2011). ISBN 978-84-938363-3-7.
- Relatos Mínimos, de Pablo Fernández Barba (Ediciones en Huida, 2012). ISBN 978-84-940643-0-2.
- Antología Poética 'Una generación de fuego' (Fractal Poesía, 2012)
- En legítima defensa (Bartleby Editores, 2014) ISBN 978-84-92799-71-8.
- Cuentos mínimos, de Pablo Fernández Barba (Ediciones en Huida, 2014). ISBN 978-84-942074-5-7.
- Colección de ventanas con lupa, edición comentada. (Luneados, 2015). ISBN 978-84-606-7775-8.
- Homenaje a Diego Medina, edición de Francisco Ruiz Noguera y Diego Medina Poveda (Monosabio, 2016). ISBN 978-84-92633-88-3.

## Ensayo
- Entre el puente y el río (Almuzara, 2009). ISBN 978-84-92573-56-1.

## Editor de antologías poéticas
- La femme en verso: Doce autoras en Sevilla (Ediciones Escribes, 2010). ISBN 978-84-613-7206-5.
- Perfopoesía: Sobre la poesía escénica y sus redes (Cangrejo Pistolero Ediciones, 2012).  ISBN 978-84-938889-3-0.
- La punta del iceberg: poesía emergente cordobesa (Ediciones en Huida, 2015) ISBN 978-84-944701-3-4.

## Publicaciones divulgativas
- Patrimonio Natural. Ciudades Patrimonio de la Humanidad (VV.AA, Alvarellos, Santiago de Compostela, 2010) ISBN 978-84-89323-63-6.

## Premios
- I Certamen de Poesía 'Haikus Eléctricos' ex aequo junto a Camilo de Ory.
- Premio Andalucía Joven de Poesía 2013.